# Ignacia de Lara
Ignacia de Lara Henríquez (Las Palmas de Gran Canaria, 16 de agosto de 1880 - Ibídem, 1 de septiembre de 1940) fue una poeta española, próxima al modernismo y comprometida en la lucha por la igualdad de la mujer.

## Trayectoria
Su madre fue Victoria Henríquez Rivero, natural de Las Palmas y su padre Antonio de Lara y Berraquero, nacido en Osuna, en la provincia de Sevilla. Fue la tercera de ocho hermanos. Se crio en el barrio de Vegueta en la ciudad de Las Palmas de Gran Canaria. Cursó estudios en el Colegio San José Dominicas, muy cercano a su residencia. Su formación religiosa, en el hogar familiar y en su centro de formación, apareció reflejada en su obra literaria. Superó los exámenes de la Escuela Normal de Gran Canaria y se graduó como maestra en 1896.
Compartió amistad con los escritores Alonso Quesada, Tomás Morales, Francisco González Díaz, Sebastián Jiménez Sánchez, los hermanos Millares Cubas, Ignacio Quintana, etc. y es contemporánea de las escritoras Josefina de la Torre, Chona Madera y Pino Ojeda.
De Lara contrajo matrimonio en el año 1909 con Miguel Colorado D'Assoy, natural de Mallorca. Las infidelidades de su marido y los dos hijos que tuvo él fuera del matrimonio, sirvieron de base a su primer libro de poemas titulado Para el perdón y para el olvido que se publicó en Barcelona. Su obra queda dividida en dos fases. La primera, tiene lugar hasta la publicación de su libro Para el perdón y para el olvido (1924) y la segunda, desde su regreso de Madrid a Las Palmas de Gran Canaria, que tuvo lugar desde el año 1931, hasta su muerte, producida por cáncer, en 1940.
Una faceta importante de su vida vino aparejada a su filiación política. De hecho, fue presidenta de la entidad Acción Popular de la Mujer (1931-1933), una organización de acción católica femenina fundada en los años 1920 cuyo objetivo era intentar conseguir mejoras sociales y culturales para las mujeres. Durante esta etapa realizó muchos artículos periodísticos, de corte feminista de compromiso social sobre personajes literarios. Entre las principales colaboraciones, destacaron las de los diarios El Defensor de Canarias, La Falange y La Voz Obrera.
De Lara defendió la igualdad de los derechos de las mujeres y de las clases obreras, desde una perspectiva católica, y solicitó la urgencia de un cambio social. Utilizó la palabra como herramienta principal en su lucha. Se postuló como candidata a diputada a las Cortes españolas en 1933. No consiguió ganar por el hecho de ser mujer.

## Reconocimientos
En 1954, el Ayuntamiento de Las Palmas de Gran Canaria decidió poner una calle a su nombre en reconocimiento a su trayectoria poética y a su lucha en defensa de la mujer. La calle de Ignacia de Lara se encuentra en el barrio de Escaleritas junto a la del poeta y periodista canario Luis Benítez Inglott. También, desde 2013, otra calle lleva su nombre en el Valle de Jinámar de Gran Canaria.

## Obra
- 1922 – Tiré de un recuerdo y como las cerezas. Combel. Las Palmas. ISBN 84-226-3882-7.
- 1924 – Para el perdón y para el olvido. Blasi Barcelona. Barcelona. ISBN 978-84-600-1686-1.
- 1940 – Entre Paisanos. Cantares (página 243-246) Plan Cultural. Las Palmas. ISBN 84-500-2821-3.